# Johann von Böber
Johann Jacob Böber, später Ritter von Böber (auch Johann Jakob Boeber, Jean de Boeber, russisch Иван Васильевич Бёбер, Ivan Vasilevič Boeber, * 22. Dezember 1746 in Weimar; † 16. Juli 1820 in Sankt Petersburg) war ein deutscher Lehrer, Russisch-Kaiserlicher Wirklicher Etatsrat, Freimaurer, Naturforscher, Forschungsreisender, Entomologe und Botaniker. Sein botanisches Autorenkürzel lautet „Boeber“.

## Leben
Johann Jacob Böber war der Sohn eines Weimarer Kaminkehrers. Er studierte an der Universität Jena und wirkte später als Lehrer an der Sankt-Petri-Schule in Sankt Petersburg. Um 1783 wurde er Lehrer für Geographie und Geschichte und Klasseninspektor beim Artillerie- und Ingenieur-Kadetten-Korps, dem späteren II. Kadettenkorps. Als Direktor dieser Kaiserlichen Militär-Erziehungs-Anstalt wirkte von 1783 bis 1797 der griechischstämmige General Pjotr Iwanowitsch Melissino. Von 1792 bis 1797 wohnte und wirkte Böber in Ekaterinoslaw. Anschließend kehrte er wieder zum Kadettenkorps nach Sankt Petersburg zurück, wo er nach seinen vorherigen Ernennungen zum Hofrat und zum Kollegienrat als Russisch-Kaiserlicher Wirklicher Etatsrat und Klasseninspektor des zu dieser Zeit unter der Leitung des russischen Generalmajors und Grafen Valerian Subow (1771–1804) stehenden II. Kadettenkorps wirkte. Zum Teil wurde bereits am Artillerie- und Ingenieur-Kadetten-Korps nach der philanthropischen Didaktik unterrichtet, die Böber nach Auswertung seiner aus einem Aufenthalt am Philanthropinum in Dessau gewonnenen Erkenntnisse auf die russischen Erfordernisse angepasst umsetzte.
Er war begeisterter Naturforscher und legte eine umfangreiche Naturaliensammlung mit Mineralien und Fossilien und tierischen und pflanzlichen Präparaten an. Böber sammelte und katalogisierte zahlreiche Insekten- und Pflanzenarten und ist Erstbeschreiber verschiedener botanischer und zoologischer Taxa. Er ist unter anderem der Erstbeschreiber von Palingenia fulinginosa (Boeber in Georgi) 1802 und Boloria tritonia (Boeber) 1812. Er arbeitete mit den Entomologen Eugen Johann Christoph Esper und Johann Christian Fabricius zusammen, denen er Insekten aus Russland zur Bearbeitung übersandte. Für Veröffentlichungen des Geographen Johann Gottlieb Georgi stellte Böber sein Verzeichnis der Insekten mit ergänzenden Informationen zur Verfügung. Dem Botaniker Carl Ludwig Willdenow übersandte er die auf seinen Exkursionen entdeckten Pflanzen. Bei seinem Aufenthalt 1783 in Weimar besuchte er Johann Samuel Schröter und erwarb für 8 Groschen ein Exemplar einer Todtenkopfraupe, welche er zuvor noch nie gesehen hatte.
Böber wurde 1776 Freimaurer, Mitglied der St. Petersburger Loge Apollo und in der Folge einer der aktivsten Freimaurer in Russland. Er verschaffte dem aus seiner Weimarer Heimat stammenden August Friedrich Ferdinand Kotzebue, der für seinen Chef General von Bauer die Geschäfte als Theaterdirektor in St. Petersburg führte, Zugang zur schwedischen Provinzialloge, entzweite sich jedoch völlig mit ihm im Jahr 1782. 1803 erwirkte er bei Zar Alexander I. die Aufhebung des von Zar Paul I. erlassenen Verbots der Freimaurerei. 1805 wurde er Meister vom Stuhl der neu gegründeten Loge Alexander zum gekrönten Pelikan und 1808 Großmeister der großen Direktorialloge Vladimir zur Ordnung. 1815 gab er die Leitung der Direktorialloge ab und trat mit der Loge Zum flammenden Stern zur neu eingerichteten Großloge Astraea über.
Er gehörte seit August 1783 unter dem Ordensnamen Gregorius dem 1776 gegründeten Illuminatenorden an.
Johann Jacob Böber wurde 1790 Mitglied der Kaiserlichen Freien Ökonomischen Gesellschaft zu Sankt Petersburg und 1796 korrespondierendes Mitglied der Petersburger Akademie der Wissenschaften.
Am 5. Oktober 1797 wurde Johann Böber mit dem akademischen Beinamen Evages als Mitglied (Matrikel-Nr. 999) in die Deutsche Akademie der Naturforscher Leopoldina aufgenommen. Er war Ehrenmitglied der Kaiserliche St. Petersburger Mineralogische Gesellschaft und wurde am 21. Juli 1799 Auswärtiges Ehrenmitglied der Societät für die gesammte Mineralogie zu Jena.
Ihm zu Ehren wurden die Pflanzengattungen Boebera Willd. 1803, Boeberastrum (A.Gray) Rydb. 1915 und Boeberoides (DC.) Strother 1986 aus der Unterfamilie der Asteroideae benannt.
Böber erhielt den Russischen Orden der Heiligen Anna und wurde 1790 mit dem Orden des Heiligen Wladimir 4. Klasse ausgezeichnet.
Er wurde auf dem Smolensker Friedhof in St. Petersburg bestattet.
Seine naturhistorische Sammlung wurde nach seinem Tod von der oberen Schulbehörde für 11.000 Rubel für die Universität St. Petersburg erworben. Die Insektensammlung wurde zuvor auf einen Wert von etwa 10.000 Rubel geschätzt und umfasste etwa 6000 Exemplare. Seine Sammlung russischer Coleoptera (speziell Südrussland) ging 1823 an das Zoologische Museum in St. Petersburg. Seine Lepidoptera-Sammlung gilt als verschollen. Das Herbarium von Böber bestand aus 7.000 Proben (6000 Gefäßpflanzen und 1.000 Kryptogamen), die nach dem Erwerb 1823 von August Gustav Heinrich von Bongard gesichtet wurden und heute im Botanischen V. L. Komarov-Institut der Russischen Akademie der Wissenschaften sowie zu Teilen auch im Herbarium der Universität St. Petersburg (Herbarium Code LECB) aufbewahrt werden.

## Schriften
- Schreiben des Herrn Hofrath und Studien-Direktors Böber aus Ekatrinoslaw vom 25.Oktober 1792. In: Neue Nordische Beyträge zur physikalischen und geographischen Erd- und Völkerbeschreibung, Naturgeschichte und Oekonomie, 6, St. Petersburg und Leipzig 1793, S. 256–264 (Digitalisat)
- Ueber einige entomologische Merkwürdigkeiten von Taurien. Aus einem Schreiben von Herrn Ritter Böber, aus Jekaterinoslaw, vom 13. Dezember 1793. In: Magazin des Tierreichs, 1, Erlangen 1793, S. 135 (Digitalisat)
- Anzeige von einigen schädlichen Insekten in Taurien. In: Preisschriften und Abhandlungen der Kayserlichen freyen ökonomischen Gesellschaft zu St. Petersburg. Erster Teil, Gerstenberg, Gotha und St. Petersburg 1795, S. 167–175 (Digitalisat)
- Bemerkungen über verschiedene Gegenstände der Oekonomie in der Jekaterinoslawschen Statthalterschaft. In: Preisschriften und Abhandlungen der Kayserlichen freyen ökonomischen Gesellschaft zu St. Petersburg. Erster Teil, Gerstenberg, Gotha und St. Petersburg 1795, S. 196–218 (Digitalisat)
- Verzeichnis der Pflanzen, die von Ritter von Böber in Taurien und im Katharinoslawschen Gouvernement gesammelt worden sind. In: Magazin des Pflanzenreichs, 1, 3, Erlangen 1796, S. 154–166 (Digitalisat)
- Description de quelques nouvelles espèces de papillons découverts en Sibérie. In: Mémoires de la Société Impériale des Naturalistes de Moscou, 2, Moskau 1809, S. 305–310 (Digitalisat)

Zugeordnete Schriften:
- - 5. Klasse. Insekten. In: Johann Gottlieb Georgi: Versuch einer Beschreibung der Russisch Kayserl. Residenzstadt St. Petersburg und der Merkwürdigkeiten der Gegend. Riga 1793, S. 543–550 (Digitalisat)
  - Nachträge für die im Russischen Reiche vorhandenen Insecten. In: Johann Gottlieb Georgi: Nachträge für dessen Geographisch-physikalische und Naturhistorische Beschreibung des Russischen Reichs. Königsberg 1802, S. 331–344 (Digitalisat)

## Werke
- Freymäurerlieder zum Gebrauch der Vereinigten Logen in Rußland. St. Petersburg 1780 Digitalisat